# Ischnocampa sordidior
Ischnocampa sordidior là một loài bướm đêm thuộc phân họ Arctiinae, họ Erebidae.